# ライ・ヨナイタス
ライ・ヨナイタス（Ly Jonaitis、Lidymar Carolina Jonaitis Escalona、1985年10月12日 - ）はベネズエラ・カラボボ州バレンシア出身のミス・コンテスト勝者、モデル。身長5フィート11インチ（180センチ）。

## 来歴
ミス・グアリコに選ばれたライは、ミス・ユニバース2006大会から2か月も経たない2006年9月14日に、ミス・ベネズエラ大会に参加し、28名の候補者の中からミス・ベネズエラ2006に選ばれた。ミス・ベネズエラで優勝したミス・グアリコは8人目である。
子供の頃から音楽や演劇を習い、将来はデザイナーとなって自身のブティックを開くという夢を持つライは、2007年5月28日にメキシコシティで行われたミス・ユニバース2007に出場した。メキシコ到着時からずっと前評判の高かったライは、水着審査で8.971のスコアを出し7位と少々出遅れたものの、イブニングガウン審査では第2位となる9.510のスコアを出し、TOP5に勝ち進んだ。最後のインタビュー審査では、かつてレッド・ホット・チリ・ペッパーズでもプレイしたことのあるミュージシャン、デイヴ・ナヴァロから「自発的でワイルドな男と、危険を冒さない男と、どちらとつき合うか」という質問を受けた。ライは総合第3位に選ばれた。

## 人物
ライはクリスチャン・ディオールのモデルの経験があり、スペイン語のほか流暢な英語を話し、フランス語も話せる。リトアニア、ロシア、ベネズエラの血を引く。